# ۲۵ مه
۲۵ مه در تقویم گرگوری، صد و چهل و پنجمین (در سال‌های کبیسه صد و چهل و ششمین) روز سال است. ۲۲۰ روز تا پایان سال باقی است.

## رویدادها
- ۱۸۳۷ - آغاز شورش اهالی ایالت کبک کانادا علیه بریتانیا برای استقلال۱۸۹۵ - جمهوری فرمز در جمهوری چین کنونی (تایوان) با ریاست جمهوری تانگ چینگ سونگ تشکیل شد. بعدها با اشغالی نظامی این جزیره توسط قوای ژاپنی در طی جنگ دوم جهانی منحل گردید.
- ۱۹۵۳ - پارلمان اردن عبدالله اول را به امارت این کشور منصوب کرد.
- ۱۹۵۳ - اولین و تنها آزمایش توپخانه هسته ای ایالات متحده در پایگاه آزمایش نوادا اجرا شد.
- ۱۹۵۳ - اولین تلویزیون عمومی ایالات متحده از پایگاه کی یو اچ دی واقع در دانشگاه هیوستون شروع به مخابره برنامه کرد.
- ۱۹۶۱ - جان اف کندی رئیس‌جمهور ایالات متحده رسماً از قصد کشورش برای پروژه پا نهادن انسان در کره ماه پیش از پایان دهه پرده برداشت.
- ۱۹۶۱ - بزرگترین حریق در طول تاریخ سنگاپور که به کشته شدن ۴ نفر و ویرانی بیش از ۲۲۰۰ خانه منجر شد پدید آمد.
- ۱۹۶۳ - سازمان وحدت آفریقا که در سال ۲۰۰۲ به اتحادیه آفریقا تغییر نام داد در آدیس آبابا پایتخت اتیوپی تشکیل شد.
- ۱۹۶۷ - با قهرمانی سلتیک گلاسکو در جام باشگاه‌های اروپا برای اولین بار تیمی از شمال اروپا صاحب این جام شد.
- ۱۹۷۷ - نمایشنامه جنگ ستارگان بر روی پرده تئاتر اجرا شد.
- ۱۹۷۷ - دولت چین به یک دهه ممنوعیت آثار ویلیام شکسپیر پایان داد تا عملاً انقلاب فرهنگی چین که از سال ۱۹۶۶ آغاز شده بود پایان یابد.
- ۱۹۷۹ - در پرواز ۱۹۱ خطوط هوایی آمریکا از فرودگاه بین‌المللی اوهر شیکاگو در اثر سانحه در هنگام برخاستن هواپیمای مک دانل داگلاس دی سی-۱۰ از باند همه ۲۷۱ سرنشین و دو نفر بر روی زمین کشته شدند.
- ۱۹۸۱ - شورای اتحادیه خلیج فارس در ریاض بین عربستان سعودی، کویت، عمان، بحرین، قطر و امارات متحده تشکیل شد.
- ۱۹۸۲ - اچ‌ام‌اس کاونتری (دی۱۱۸) در طی جنگ فالکلند غرق شد.
- ۱۹۸۳ - رونالد ریگان ۴۰مین رئیس‌جمهور ایالات متحده آمریکا در ۱۹۸۳ میلادی، این روز را که روز گم شدن کودکی شش ساله در منطقه سوهو در شهر نیویورک به نام ایتان پات بود، روز ملی کودکان گم‌شده نامید.
- ۱۹۸۵ - در اثر خیزآب و توفند شدید در بنگلادش دست کم ۱۰ هزار نفر کشته شدند.
- ۱۹۹۷ - در پی یک کودتای نظامی در سیرالئون دولت جان پل کوروما ساقط و احمد تجان کابا جانشین او شد.
- ۱۹۹۹ - کنگره ایالات متحده گزارشی دربارهٔ جاسوسی ۲ دهه ای چین از تأسیسات هسته ای این کشور ارائه داد.
- ۲۰۰۰ - نیروهای اسرائیلی پس ۲۲ سال اشغال‌گری و تجاوز به خاک لبنان این کشور را ترک کردند.
- ۲۰۰۱ - اریک وایهنمایر آمریکایی به عنوان اولین نابینا قله اورست را فتح کرد.
- ۲۰۰۲ - در اثر انفجار در پرواز شماره ۶۱۱ خطوط هوایی چین بر فزار تنگه تایوان و سقوط این هواپیما همه ۲۲۵ سرنشین کشته شدند.
- ۲۰۰۸ - کاوشگر فینیکس بر سطح سیاره مریخ فرود آمد.
- ۲۰۰۹ - کره شمالی دومین آزمایش هسته ای خود را انجام داد.
- ۲۰۱۱ - اپرا وینفری تهیه‌کننده، بازیگر، مجری و خیرخواه آمریکایی به برنامه شو اپرا پایان بخشید.
- ۲۰۱۲ - فضاپیمای دراگون به عنوان اولین فضاپینای تجاری به پایگاه بین‌المللی فضایی فرستاده شد.
- ۲۰۱۳ - در اثر انفجار کپسول گاز در اتوبوسی در شهر گجرات پاکستان ۱۷ تن کشته شدند.
- ۲۰۱۳ - در اثر حمله شورشی‌های مائوئیست به کاروانی از نمایندگان کنگره هند در استان چتیسگر ۲۸ تن کشته و ۳۲ نفر دیگر زخمی شدند.

## زادروزها
- ۱۸۸۸ ـ ماری عجمی،  روزنامه‌نگار، آموزگار و شاعر سوری. [۱]
- ۱۹۰۷ ـ عبدالحسین سپنتا، فیلنامه‌نویس و کارگردان
- ۱۹۳۸ - ریموند کارور، نویسندهٔ داستان‌های کوتاه و شاعر آمریکایی.
- ۱۹۷۶ - کیلین مورفی، بازیگر سینما و تئاتر ایرلندی.
- ۱۹۸۵ - رومن رینز، کشتی‌گیر حرفه ای آمریکایی

## درگذشت‌ها
- ۱۸۰۵ - ویلیام پیلی، فیلسوف مسیحی بریتانیایی
- ۲۰۲۰ - جورج فلوید، شهروند آفریقایی-آمریکایی